# 140 Siwa
140 Siwa је астероид главног астероидног појаса. Приближан пречник астероида је 109,79 km,
а средња удаљеност астероида од Сунца износи 2,732 астрономских јединица (АЈ).
Инклинација (нагиб) орбите у односу на раван еклиптике је 3,186 степени, а орбитални период износи 1649,979 дана (4,517 године). Ексцентрицитет орбите астероида износи 0,217.
Апсолутна магнитуда астероида износи 8,34 а геометријски албедо 0,067.
Астероид је откривен 13. октобра 1874. године.